# Marrocos Tennis Tour – Mohammedia
O Marrocos Tennis Tour – Mohammedia é um torneio de tênis, que faz parte da série ATP Challenger Tour, realizado desde 2014, realizado em piso de saibro, em Mohammedia, Marrocos.

## Edições

### Simples
| Ano  | Campeões      | Finalistas              | Placar             | Ref. |
| ---- | ------------- | ----------------------- | ------------------ | ---- |
| 2014 | Pablo Carreño | Daniel Muñoz de la Nava | 7–6(7–2), 2–6, 6–2 |      |

### Duplas
| Ano  | Campeões                        | Finalistas                  | Placar           | Ref.  |
| ---- | ------------------------------- | --------------------------- | ---------------- | ----- |
| 2014 | Fabiano de Paula Mohamed Safwat | Richard Becker Elie Rousset | 6-2, 3-6, [10-6] | [ 1 ] |